# Großer Preis von Spanien 1995
Der Große Preis von Spanien 1995 (offiziell XXXVII Gran Premio Marlboro de España) fand am 14. Mai auf dem Circuit de Catalunya in Montmeló statt und war das vierte Rennen der Formel-1-Weltmeisterschaft 1995.

## Berichte

### Hintergründe
Nach dem Großen Preis von San Marino führte Damon Hill in der Fahrerwertung mit sechs Punkten vor Michael Schumacher und Jean Alesi. In der Konstrukteurswertung führten Williams-Renault und Ferrari punktgleich die Rangliste an.
Vor dem Rennwochenende gab es einen Fahrerwechsel: Bei Ligier ersetzte Martin Brundle den Japaner Aguri Suzuki.
Mit Nigel Mansell (zweimal) und Hill (einmal) traten zwei ehemalige Sieger zu diesem Grand Prix an.
Für den Formel-1-Champion von 1992, Mansell, war es das letzte Rennen, da der im Anschluss das McLaren-Team verließ und seine Karriere beendete.

### Training
Vor dem Rennen fanden zwei Trainingseinheiten statt: Die erste am Freitagmorgen und die zweite am Samstagmorgen.
Das erste freie Training gewann Schumacher mit einer Zeit von 1:24,083 Minuten vor Gerhard Berger und Alesi.
Im zweiten freien Training war dann Hill mit einer Zeit von 1:22,465 Minuten der Schnellste vor David Coulthard und Schumacher.

### Qualifying
Das Qualifying fand in zwei Abschnitten statt, die jeweils beste Zeit entschied über die Startposition.
Im ersten Qualifyingsegment (Q1) war Alesi mit einer Zeit von 1:23,104 Minuten der Schnellste. Im zweiten Qualifyingsegment (Q2) konnte sich dann Schumacher die Bestzeit mit 1:21,452 Minuten und auch die Pole-Position sichern.

### Warm-Up
Die Fahrer gingen am Sonntagmorgen zu einem 30-minütigen Warm-up auf die Strecke. Schumacher war Schnellster, gefolgt von den beiden Ferrari-Piloten Alesi und Berger.

### Rennen
In der Einführungsrunde blieb Andrea Montermini mit einem Getriebeschaden stehen. Da das Auto nicht mehr repariert werden konnte, konnte er nicht am Rennen teilnehmen.
Beim Start behielt Schumacher die Führung, während Hill sich mit einem guten Manöver zwischen die Ferrari von Alesi und Berger schob. Coulthard fiel hingegen auf den siebten Platz zurück und wurde von Eddie Irvine und Mika Häkkinen überholt. Der Schotte konterte allerdings in der dritten Runde zunächst den McLaren-Fahrer und vier Runden später den Jordan-Fahrer. Hill drängte hinter Alesi, konnte ihn aber nicht überholen, sodass Schumacher sich absetzen konnte. In Runde 12 stoppte der Brite dann vorzeitig und kehrte als Neunter auf die Strecke zurück. Coulthard stoppte in Runde 14, gefolgt von Berger und Irvine. Unterdessen schied Mansell wegen eines Bremsproblems in der 18. Runde aus: So endete sein letztes Rennen in der Formel 1 mit einem Ausfall.
Am Ende der 19. Runde absolvierte Alesi dann seinen Boxenstopp und der Franzose kehrte erneut vor Hill auf die Strecke zurück. Schumacher ging dann zwei Runden später an die Box und hatte genügend Vorsprung herausgefahren um souverän den ersten Platz zu verteidigen. Alesi brach das Rennen dann in Runde 26 mit rauchendem Motor ab. Hinter Schumacher standen nun also Hill, Coulthard, Berger, Johnny Herbert und Häkkinen.
Die Williams verfolgten eine andere Strategie als Benetton und Ferrari, nämlich drei Stopps. Dennoch bereiteten sie Schumacher keine Sorgen, denn tatsächlich schieden beide Autos mit Getriebeprobleme aus: Coulthard in Runde 55 und Hill in der letzten Runde.
Die beiden Benetton-Fahrer fuhren schließlich einen ungefährdeten Doppelsieg ein. Berger wurde Dritter und Hill Vierter. Irvine bescherte Jordan mit dem fünften Platz die ersten zwei Punkte und Olivier Panis auf Platz sechs Ligier den ersten Punkt.
In der Fahrerwertung übernahm Schumacher wieder die Führung vor Hill und Alesi. In der Konstrukteurswertung übernahm Ferrari die alleinige Führung vor Williams-Renault. Dritter blieb Benetton-Renault.

## Meldeliste
| Team                        | Nr. | Fahrer                 | Chassis        | Motor                 | Reifen |
| --------------------------- | --- | ---------------------- | -------------- | --------------------- | ------ |
| Mild Seven Benetton Renault | 01  | Michael Schumacher     | Benetton B195  | Renault 3.0 V10       | G      |
| Mild Seven Benetton Renault | 02  | Johnny Herbert         | Benetton B195  | Renault 3.0 V10       | G      |
| Nokia Tyrrell Yamaha        | 03  | Ukyō Katayama          | Tyrrell 023    | Yamaha 3.0 V10        | G      |
| Nokia Tyrrell Yamaha        | 04  | Mika Salo              | Tyrrell 023    | Yamaha 3.0 V10        | G      |
| Rothmans Williams Renault   | 05  | Damon Hill             | Williams FW17  | Renault 3.0 V10       | G      |
| Rothmans Williams Renault   | 06  | David Coulthard        | Williams FW17  | Renault 3.0 V10       | G      |
| Marlboro McLaren Mercedes   | 07  | Nigel Mansell          | McLaren MP4/10 | Mercedes-Benz 3.0 V10 | G      |
| Marlboro McLaren Mercedes   | 08  | Mika Häkkinen          | McLaren MP4/10 | Mercedes-Benz 3.0 V10 | G      |
| Footwork Hart               | 09  | Gianni Morbidelli      | Footwork FA16  | Hart 3.0 V8           | G      |
| Footwork Hart               | 10  | Taki Inoue             | Footwork FA16  | Hart 3.0 V8           | G      |
| MTV Simtek Ford             | 11  | Domenico Schiattarella | Simtek S951    | Ford ED 3.0 V8        | G      |
| MTV Simtek Ford             | 12  | Jos Verstappen         | Simtek S951    | Ford ED 3.0 V8        | G      |
| Total Jordan Peugeot        | 14  | Rubens Barrichello     | Jordan 195     | Peugeot 3.0 V10       | G      |
| Total Jordan Peugeot        | 15  | Eddie Irvine           | Jordan 195     | Peugeot 3.0 V10       | G      |
| Pacific Grand Prix Ltd      | 16  | Bertrand Gachot        | Pacific PR02   | Ford ED 3.0 V8        | G      |
| Pacific Grand Prix Ltd      | 17  | Andrea Montermini      | Pacific PR02   | Ford ED 3.0 V8        | G      |
| Parmalat Forti Ford         | 21  | Pedro Diniz            | Forti FG01     | Ford ED 3.0 V8        | G      |
| Parmalat Forti Ford         | 22  | Roberto Moreno         | Forti FG01     | Ford ED 3.0 V8        | G      |
| Minardi Scuderia Italia     | 23  | Pierluigi Martini      | Minardi M195   | Ford EDM 3.0 V8       | G      |
| Minardi Scuderia Italia     | 24  | Luca Badoer            | Minardi M195   | Ford EDM 3.0 V8       | G      |
| Ligier Gitanes Blondes      | 25  | Martin Brundle         | Ligier JS41    | Mugen-Honda 3.0 V10   | G      |
| Ligier Gitanes Blondes      | 26  | Olivier Panis          | Ligier JS41    | Mugen-Honda 3.0 V10   | G      |
| Scuderia Ferrari SpA        | 27  | Jean Alesi             | Ferrari 412T2  | Ferrari 3.0 V12       | G      |
| Scuderia Ferrari SpA        | 28  | Gerhard Berger         | Ferrari 412T2  | Ferrari 3.0 V12       | G      |
| Red Bull Sauber Ford        | 29  | Karl Wendlinger        | Sauber C14     | Ford Zetec-R 3.0 V8   | G      |
| Red Bull Sauber Ford        | 30  | Heinz-Harald Frentzen  | Sauber C14     | Ford Zetec-R 3.0 V8   | G      |

## Klassifikationen

### Qualifying
| Pos. | Fahrer                 | Konstrukteur       | Q1       | Q2       | Start |
| ---- | ---------------------- | ------------------ | -------- | -------- | ----- |
| 01   | Michael Schumacher     | Benetton-Renault   | 1:23,535 | 1:21,452 | 01    |
| 02   | Jean Alesi             | Ferrari            | 1:23,104 | 1:22,052 | 02    |
| 03   | Gerhard Berger         | Ferrari            | 1:23,458 | 1:22,071 | 03    |
| 04   | David Coulthard        | Williams-Renault   | 1:23,496 | 1:22,332 | 04    |
| 05   | Damon Hill             | Williams-Renault   | 1:24,356 | 1:22,349 | 05    |
| 06   | Eddie Irvine           | Jordan-Peugeot     | 1:24,891 | 1:23,352 | 06    |
| 07   | Johnny Herbert         | Benetton-Renault   | 1:24,461 | 1:23,536 | 07    |
| 08   | Rubens Barrichello     | Jordan-Peugeot     | 1:26,413 | 1:23,705 | 08    |
| 09   | Mika Häkkinen          | McLaren-Mercedes   | 1:24,427 | 1:23,833 | 09    |
| 10   | Nigel Mansell          | McLaren-Mercedes   | 1:26,246 | 1:23,927 | 10    |
| 11   | Martin Brundle         | Ligier-Mugen-Honda | 1:26,747 | 1:24,727 | 11    |
| 12   | Heinz-Harald Frentzen  | Sauber-Ford        | 1:25,655 | 1:24,802 | 12    |
| 13   | Mika Salo              | Tyrrell-Yamaha     | 1:26,462 | 1:24,971 | 13    |
| 14   | Gianni Morbidelli      | Footwork-Hart      | 1:27,280 | 1:25,053 | 14    |
| 15   | Olivier Panis          | Ligier-Mugen-Honda | 1:25,902 | 1:25,204 | 15    |
| 16   | Jos Verstappen         | Simtek-Ford        | 1:27,666 | 1:25,827 | 16    |
| 17   | Ukyō Katayama          | Tyrrell-Yamaha     | 1:26,033 | 1:25,946 | 17    |
| 18   | Taki Inoue             | Footwork-Hart      | 1:26,846 | 1:26,059 | 18    |
| 19   | Pierluigi Martini      | Minardi-Ford       | 1:28,008 | 1:26,619 | 19    |
| 20   | Karl Wendlinger        | Sauber-Ford        | 1:28,305 | 1:27,007 | 20    |
| 21   | Luca Badoer            | Minardi-Ford       | 1:28,563 | 1:27,345 | 21    |
| 22   | Domenico Schiattarella | Simtek-Ford        | 1:28,312 | 1:27,575 | 22    |
| 23   | Andrea Montermini      | Pacific-Ford       | 1:29,942 | 1:28,094 | 23    |
| 24   | Bertrand Gachot        | Pacific-Ford       | 1:30,429 | 1:28,598 | 24    |
| 25   | Roberto Moreno         | Forti-Ford         | 1:31,063 | 1:28,963 | 25    |
| 26   | Pedro Diniz            | Forti-Ford         | 1:30,578 | 1:29,540 | 26    |

### Rennen
| Pos. | Fahrer                 | Konstrukteur       | Runden | Stopps | Zeit        | Start | Schnellste Runde |
| ---- | ---------------------- | ------------------ | ------ | ------ | ----------- | ----- | ---------------- |
| 01   | Michael Schumacher     | Benetton-Renault   | 65     | 2      | 1:34:20,507 | 01    | 1:24,787 (36.)   |
| 02   | Johnny Herbert         | Benetton-Renault   | 65     | 2      | + 51,988    | 07    | 1:25,521 (36.)   |
| 03   | Gerhard Berger         | Ferrari            | 65     | 3      | + 1:05,237  | 03    | 1:25,794 (48.)   |
| 04   | Damon Hill             | Williams-Renault   | 65     | 3      | + 2:01,749  | 05    | 1:24,531 (46.)   |
| 05   | Eddie Irvine           | Jordan-Peugeot     | 64     | 3      | + 1 Runde   | 06    | 1:25,868 (43.)   |
| 06   | Olivier Panis          | Ligier-Mugen-Honda | 64     | 2      | + 1 Runde   | 15    | 1:26,369 (22.)   |
| 07   | Rubens Barrichello     | Jordan-Peugeot     | 64     | 3      | + 1 Runde   | 08    | 1:26,246 (45.)   |
| 08   | Heinz-Harald Frentzen  | Sauber-Ford        | 64     | 2      | + 1 Runde   | 12    | 1:27,328 (24.)   |
| 09   | Martin Brundle         | Ligier-Mugen-Honda | 64     | 2      | + 1 Runde   | 11    | 1:27,039 (25.)   |
| 10   | Mika Salo              | Tyrrell-Yamaha     | 64     | 2      | + 1 Runde   | 13    | 1:27,823 (58.)   |
| 11   | Gianni Morbidelli      | Footwork-Hart      | 63     | 3      | + 2 Runden  | 14    | 1:27,284 (57.)   |
| 12   | Jos Verstappen         | Simtek-Ford        | 63     | 2      | + 2 Runden  | 16    | 1:27,923 (39.)   |
| 13   | Karl Wendlinger        | Sauber-Ford        | 63     | 2      | + 2 Runden  | 20    | 1:27,991 (50.)   |
| 14   | Pierluigi Martini      | Minardi-Ford       | 62     | 2      | + 3 Runden  | 19    | 1:28,828 (21.)   |
| 15   | Domenico Schiattarella | Simtek-Ford        | 61     | 3      | + 4 Runden  | 22    | 1:29,712 (44.)   |
| –    | Ukyō Katayama          | Tyrrell-Yamaha     | 56     | 2      | DNF         | 17    | 1:27,467 (42.)   |
| –    | David Coulthard        | Williams-Renault   | 54     | 3      | DNF         | 04    | 1:25,409 (11.)   |
| –    | Mika Häkkinen          | McLaren-Mercedes   | 53     | 3      | DNF         | 09    | 1:25,771 (31.)   |
| –    | Taki Inoue             | Footwork-Hart      | 43     | 1      | DNF         | 18    | 1:28,204 (16.)   |
| –    | Bertrand Gachot        | Pacific-Ford       | 43     | 2      | DNF         | 24    | 1:29,924 (35.)   |
| –    | Roberto Moreno         | Forti-Ford         | 39     | 2      | DNF         | 25    | 1:31,783 (07.)   |
| –    | Jean Alesi             | Ferrari            | 25     | 1      | DNF         | 02    | 1:25,671 (15.)   |
| –    | Luca Badoer            | Minardi-Ford       | 21     | 1      | DNF         | 21    | 1:29,032 (17.)   |
| –    | Nigel Mansell          | McLaren-Mercedes   | 18     | 1      | DNF         | 10    | 1:27,054 (17.)   |
| –    | Pedro Diniz            | Forti-Ford         | 17     | 1      | DNF         | 26    | 1:32,423 (04.)   |
| DNS  | Andrea Montermini      | Pacific-Ford       | –      | –      | –           | 23    | –                |

Anmerkungen
1. ↑  Montermini konnte nicht am Rennen teilnehmen, da in der Einführungsrunde einen Getriebeschaden erlitt.

## WM-Stände nach dem Rennen
Die ersten sechs Fahrer eines Rennens bekamen 10, 6, 4, 3, 2 und 1 Punkt(e).

### Fahrerwertung
| Pos. | Fahrer                | Konstrukteur       | Punkte |
| ---- | --------------------- | ------------------ | ------ |
| 01   | Michael Schumacher    | Benetton-Renault   | 24     |
| 02   | Damon Hill            | Williams-Renault   | 23     |
| 03   | Jean Alesi            | Ferrari            | 14     |
| 04   | Gerhard Berger        | Ferrari            | 13     |
| 05   | Johnny Herbert        | Benetton-Renault   | 9      |
| 06   | David Coulthard       | Williams-Renault   | 9      |
| 07   | Mika Häkkinen         | McLaren-Mercedes   | 5      |
| 08   | Heinz-Harald Frentzen | Sauber-Ford        | 3      |
| 09   | Eddie Irvine          | Jordan-Peugeot     | 2      |
| 10   | Olivier Panis         | Ligier-Mugen-Honda | 1      |
| 11   | Mark Blundell         | McLaren-Mercedes   | 1      |
| 12   | Mika Salo             | Tyrrell-Yamaha     | 0      |
| 13   | Rubens Barrichello    | Jordan-Peugeot     | 0      |
| 14   | Aguri Suzuki          | Ligier-Mugen-Honda | 0      |

| Pos. | Fahrer                 | Konstrukteur       | Punkte |
| ---- | ---------------------- | ------------------ | ------ |
| 15   | Ukyō Katayama          | Tyrrell-Yamaha     | 0      |
| 16   | Domenico Schiattarella | Simtek-Ford        | 0      |
| 17   | Andrea Montermini      | Pacific-Ford       | 0      |
| 18   | Martin Brundle         | Ligier-Mugen-Honda | 0      |
| 19   | Pedro Diniz            | Forti-Ford         | 0      |
| 20   | Nigel Mansell          | McLaren-Mercedes   | 0      |
| 21   | Gianni Morbidelli      | Footwork-Hart      | 0      |
| 22   | Pierluigi Martini      | Minardi-Ford       | 0      |
| 23   | Jos Verstappen         | Simtek-Ford        | 0      |
| 24   | Karl Wendlinger        | Sauber-Ford        | 0      |
| 25   | Luca Badoer            | Minardi-Ford       | 0      |
| 26   | Roberto Moreno         | Forti-Ford         | 0      |
| –    | Taki Inoue             | Footwork-Hart      | 0      |
| –    | Bertrand Gachot        | Pacific-Ford       | 0      |

### Konstrukteurswertung
| Pos. | Konstrukteur       | Punkte |
| ---- | ------------------ | ------ |
| 01   | Ferrari            | 27     |
| 02   | Williams-Renault   | 26     |
| 03   | Benetton-Renault   | 23     |
| 04   | McLaren-Mercedes   | 6      |
| 05   | Sauber-Ford        | 3      |
| 06   | Jordan-Peugeot     | 2      |
| 07   | Ligier-Mugen-Honda | 1      |

| Pos. | Konstrukteur   | Punkte |
| ---- | -------------- | ------ |
| 08   | Tyrrell-Yamaha | 0      |
| 09   | Simtek-Ford    | 0      |
| 10   | Pacific-Ford   | 0      |
| 11   | Forti-Ford     | 0      |
| 12   | Footwork-Hart  | 0      |
| 13   | Minardi-Ford   | 0      |

Anmerkungen
1. 1 2  Benetton-Renault und Williams-Renault erhielten beim Großen Preis von Brasilien keine Konstrukteurspunkte (zehn bzw. sechs) wegen Verwendung nicht regelkonformen Treibstoffs.